# Mauna Kea
Mauna Kea je neaktivni štitasti vulkan, najviši od pet vulkana koji sačinjavaju otok Hawaiʻi u američkoj saveznoj državi Havaji. Visina mu iznosi 4207 m, a od podmorskog podnožja oko 10.200 m i po tome je najviša planina na svijetu. Velikim je dijelom podvodna planina. Susjedni vulkan je Mauna Loa visine 4169 m.
Na havajskom jeziku naziv vulkana znači "Bijela planina" što se odnosi na podatak da je vrh vulkana redovito prekriven snijegom, iako postoje i teorije da ime vulkana potječe od izraza "Mauna-o-Wakea" što bi značilo "planina božanstva Wakea".
Na vrhu planine izgrađena je opservatorij, te se zbog povoljnih klimatskih i vremenskih uvjeta, te položaja smatra jednim od najboljih mjesta za promatranje svemira. 
Vulkan je zadnji puta erumpirao oko 2460. pr. Kr. (± 100 godina).